# Mortes em julho de 2020
Mortes em 2020: ← Janeiro – Fevereiro – Março – Abril – Maio – Junho – Julho – Agosto – Setembro – Outubro – Novembro – Dezembro →
Esta é uma relação de pessoas notáveis que morreram durante o mês de julho de 2020, listando nome, nacionalidade, ocupação e ano de nascimento.

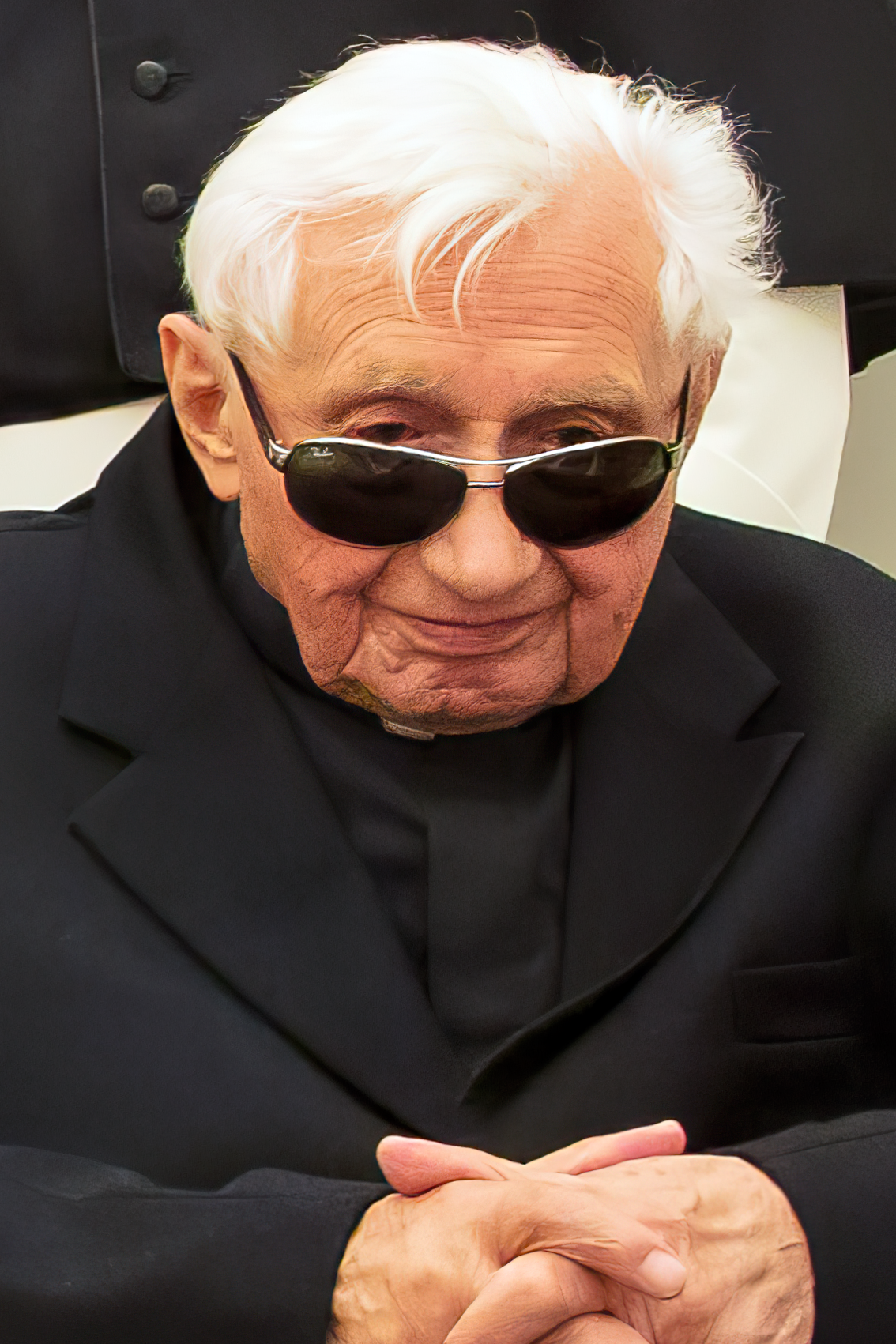
Georg Ratzinger, presbítero alemão.

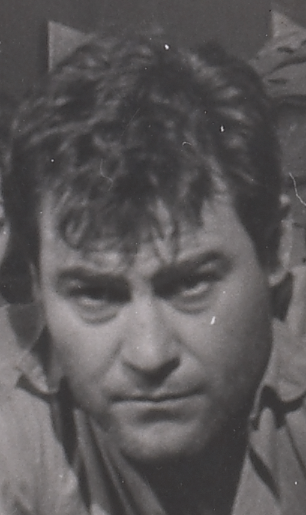
Leonardo Villar, ator brasileiro.

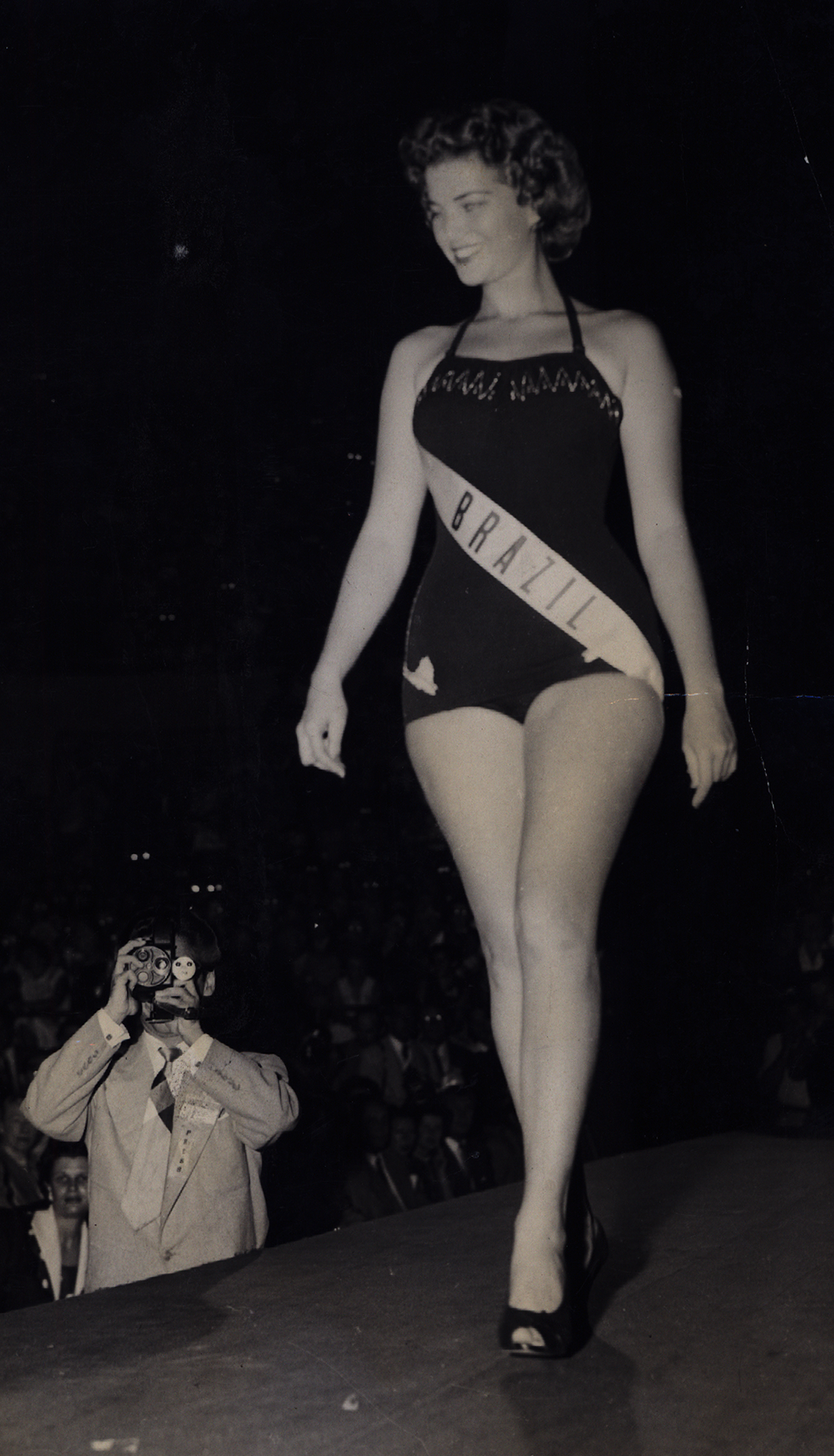
Martha Rocha, modelo brasileira.

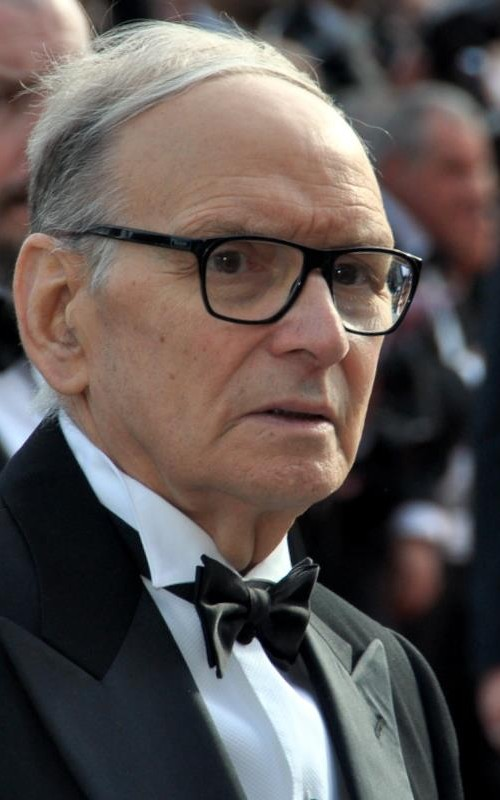
Ennio Morricone, compositor italiano.

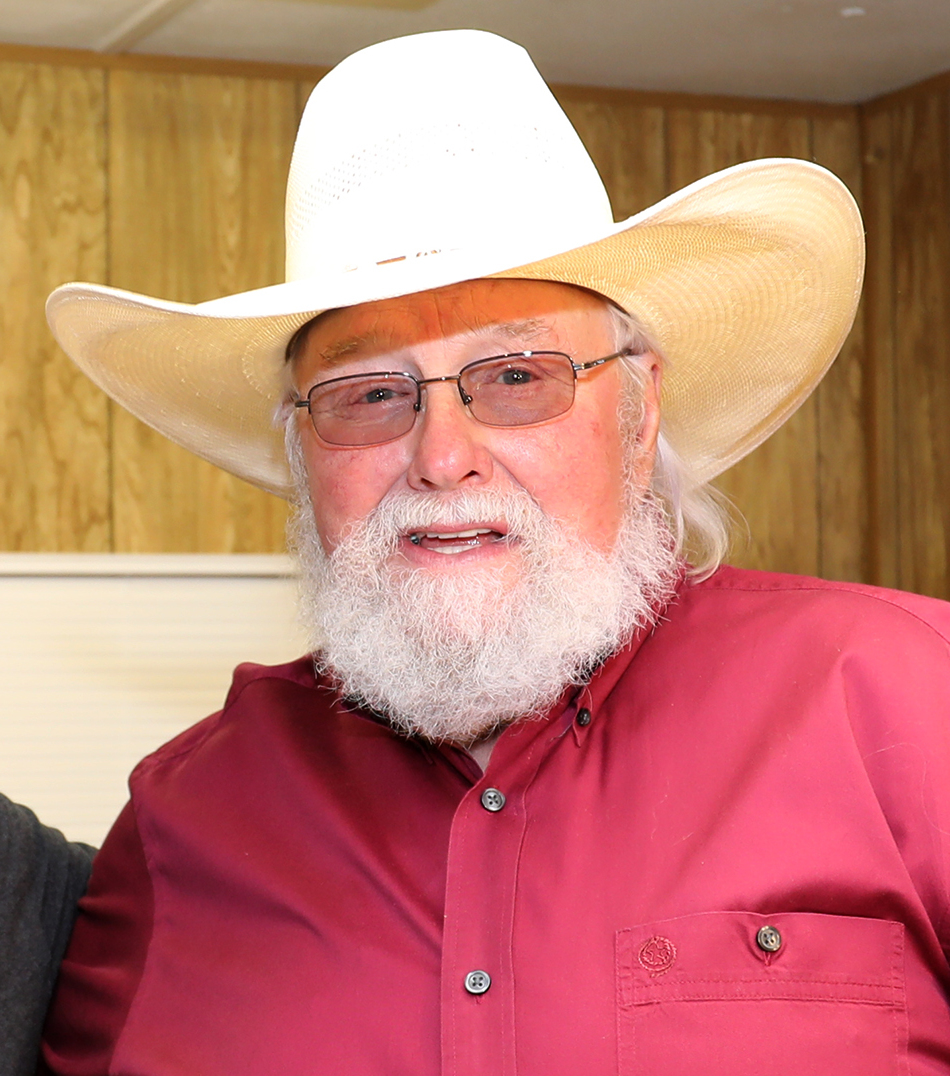
Charlie Daniels, músico norte-americano.

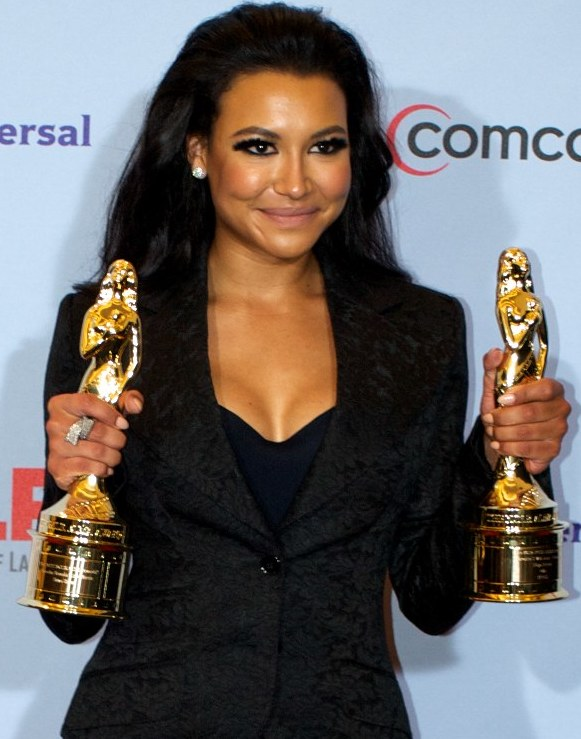
Naya Rivera, atriz norte-americana.

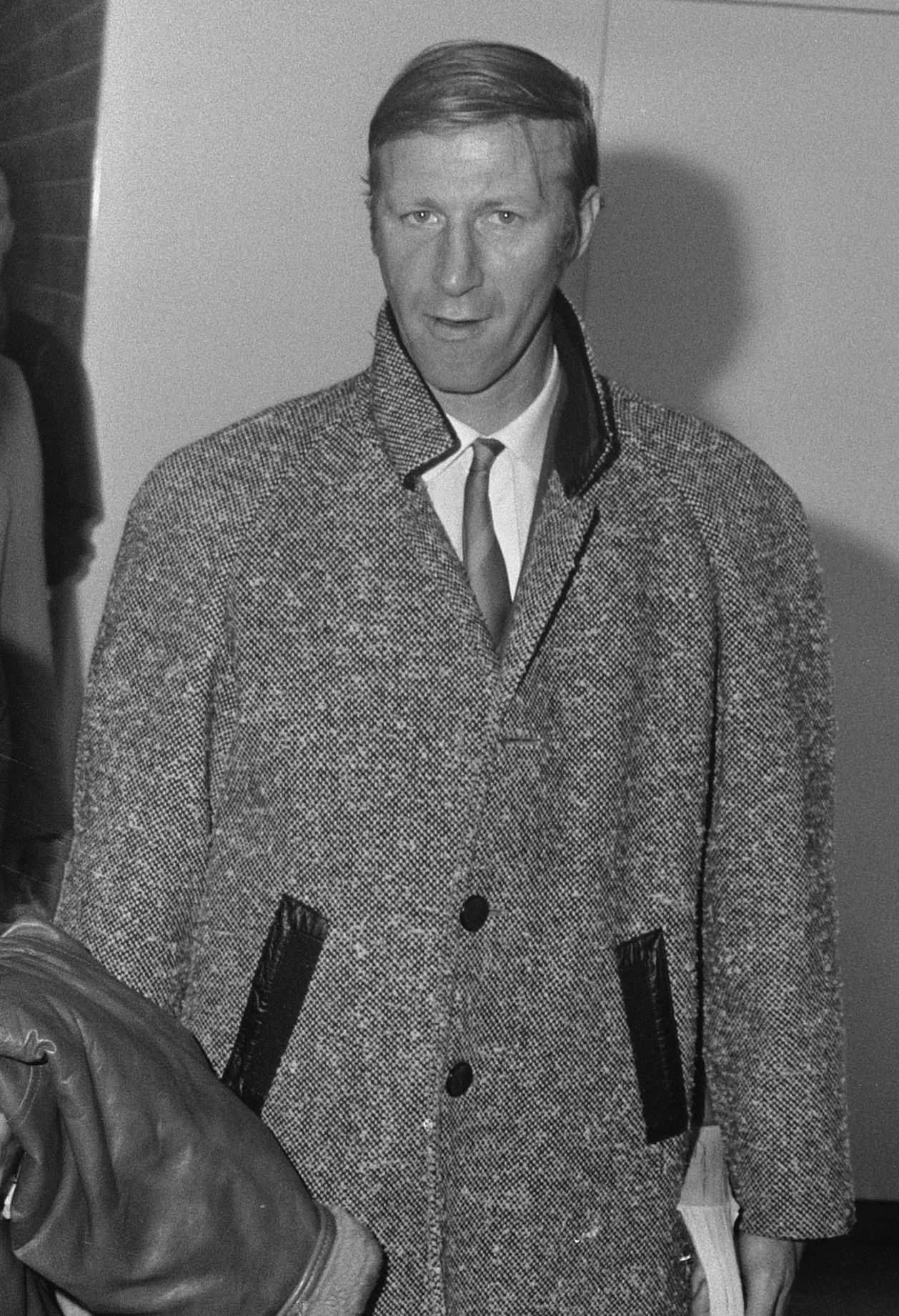
Jack Charlton, futebolista e treinador britânico.

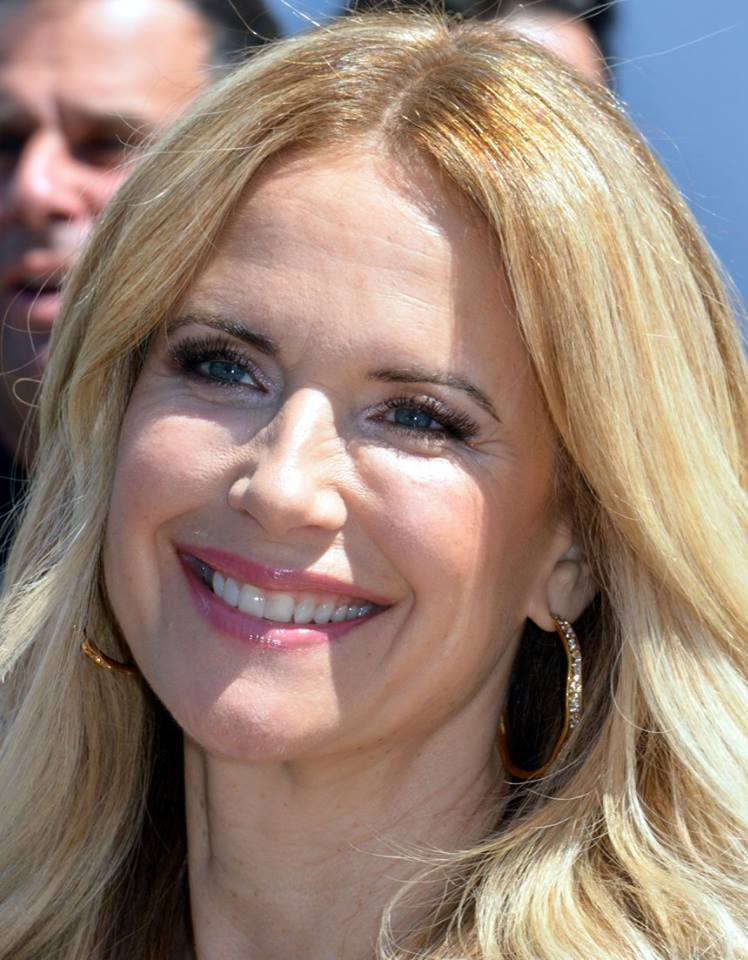
Kelly Preston, atriz e modelo norte-americana.

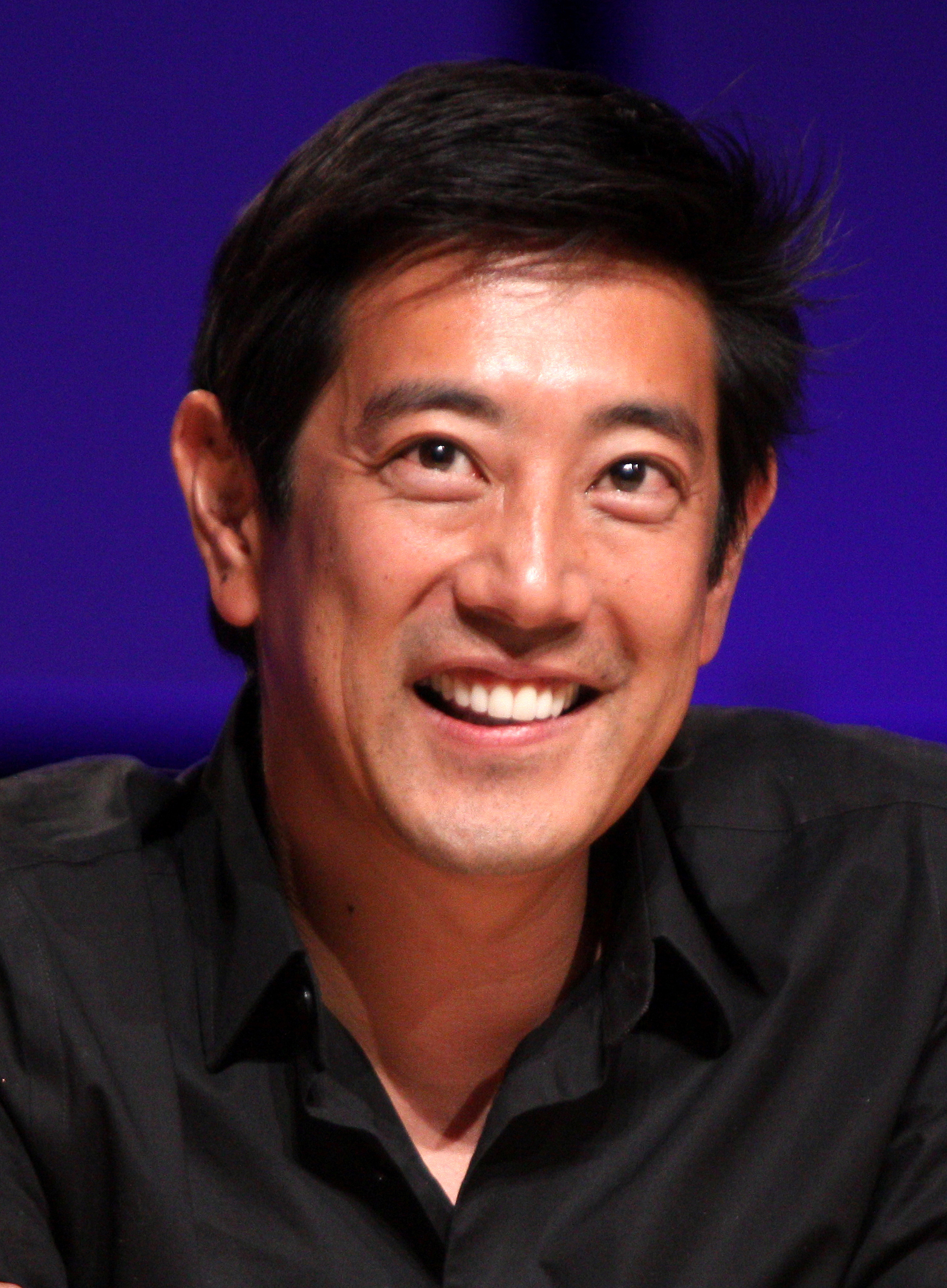
Grant Imahara, engenheiro eletricista e apresentador norte-americano.

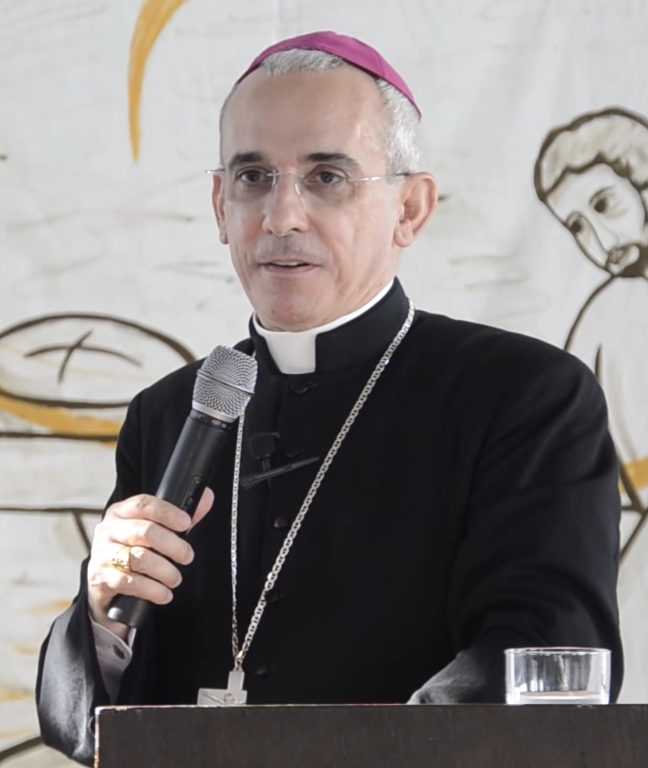
Henrique Soares da Costa, prelado brasileiro.

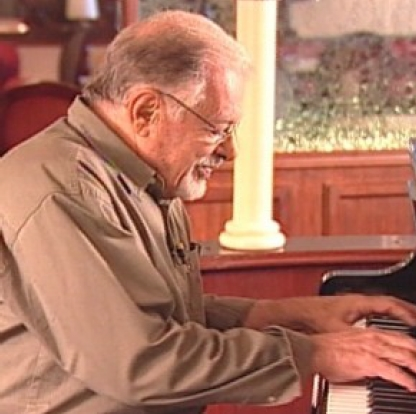
Sérgio Ricardo, músico brasileiro

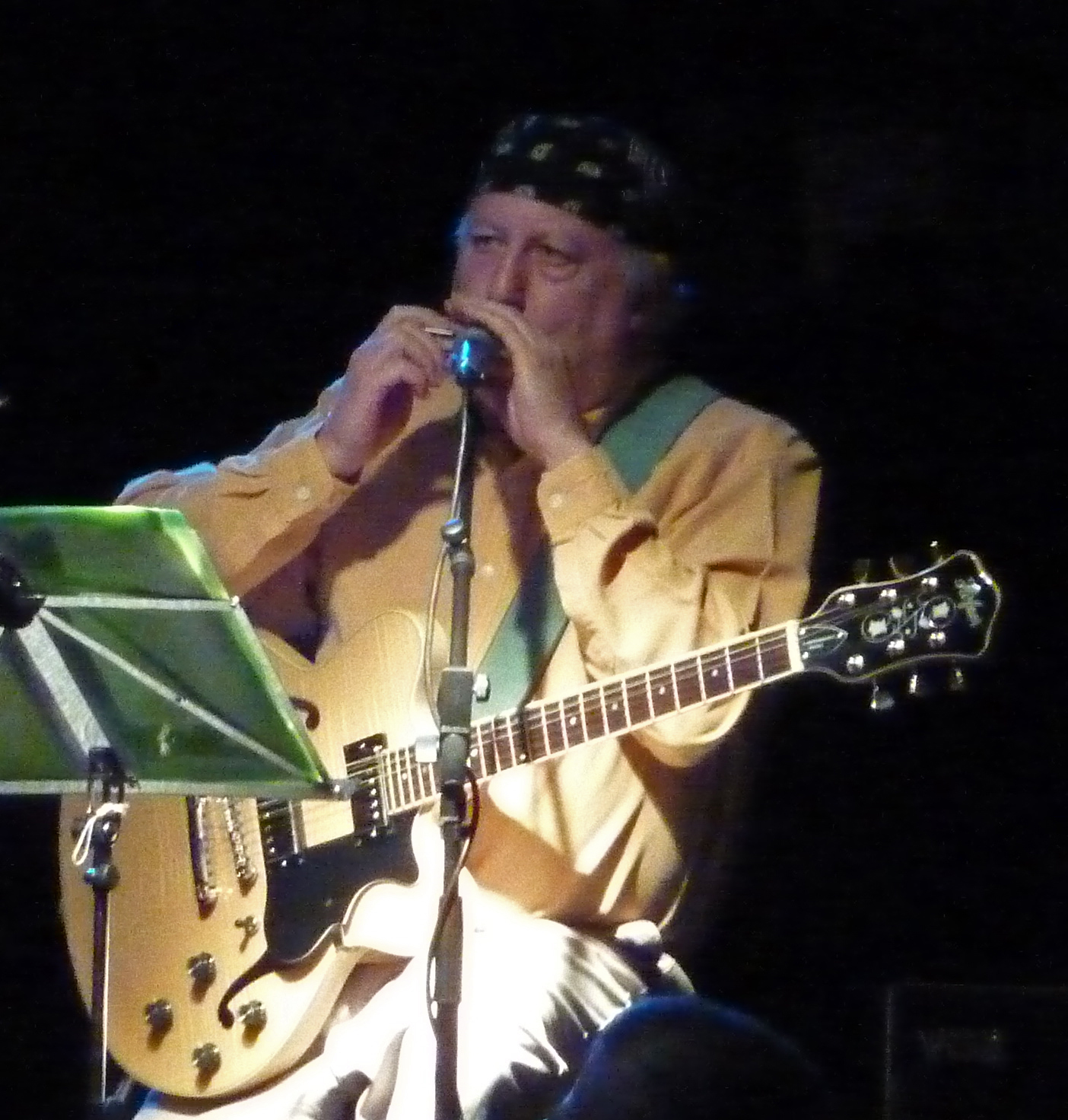
Peter Green, músico britânico.

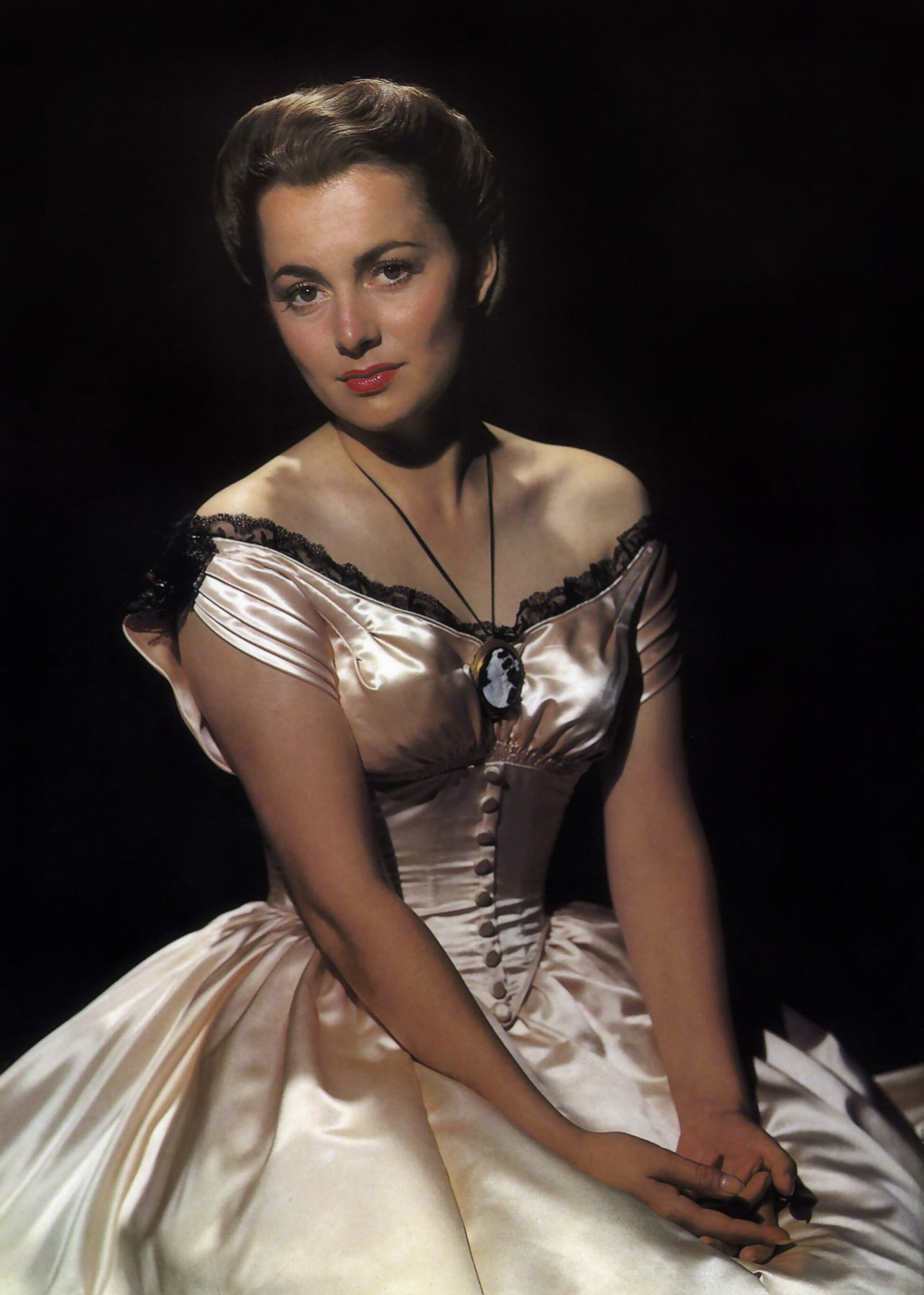
Olivia de Havilland, atriz britânico-américo-francesa.

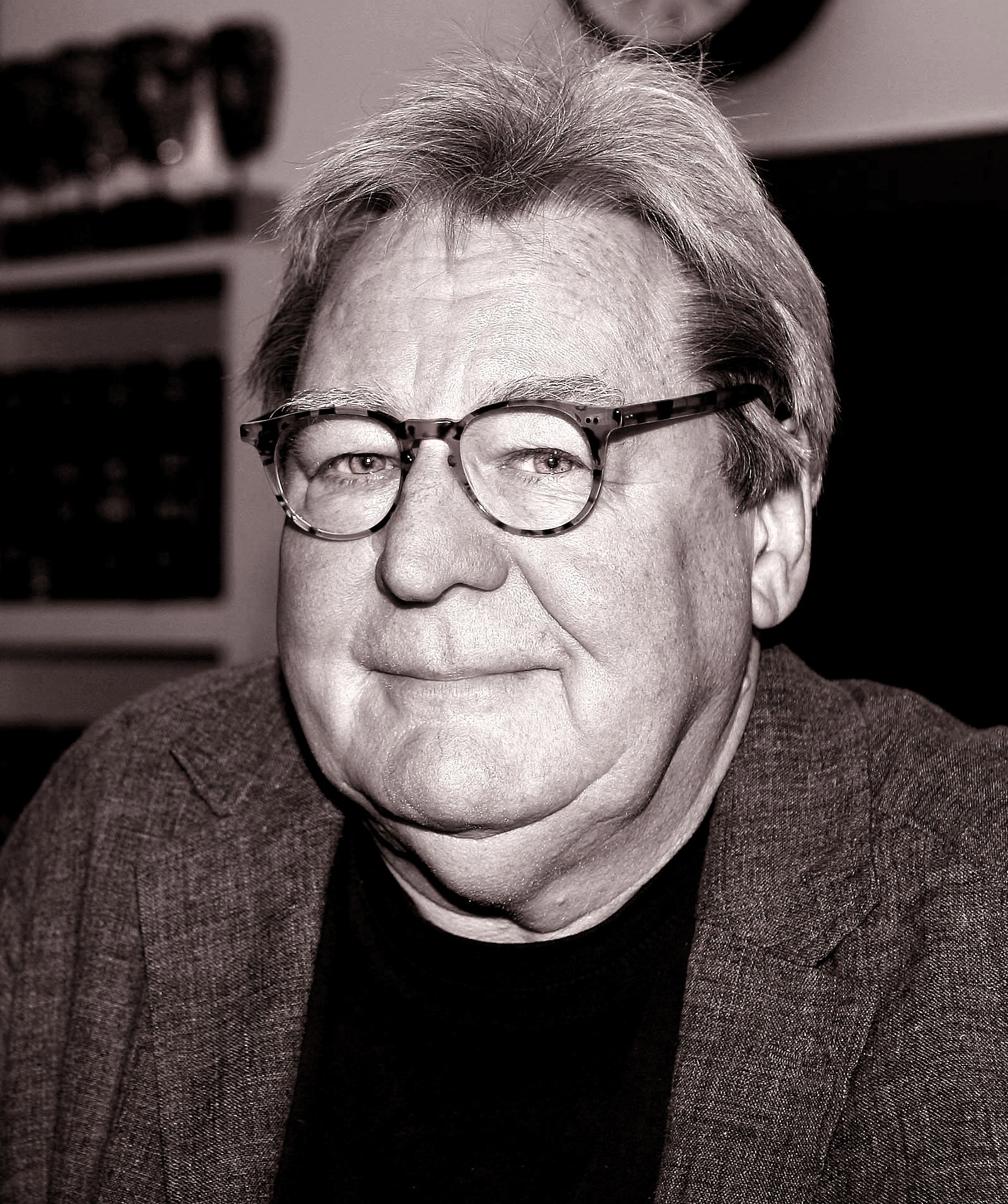
Alan Parker, cineasta britânico.

| Dia | Nome                        | Profissão ou motivo de reconhecimento              | Nacionalidade                       | Nasc. | Ref     |
| --- | --------------------------- | -------------------------------------------------- | ----------------------------------- | ----- | ------- |
| 1   | Georg Ratzinger             | Presbítero e músico católico                       | Alemanha                            | 1924  | [ 1 ]   |
| 1   | Luizinho Drummond           | Sambista e empresário                              | Brasil                              | 1940  | [ 2 ]   |
| 1   | Beate Grimsrud              | Romancista e dramaturga                            | Noruega                             | 1963  | [ 3 ]   |
| 1   | Hugh Downs                  | Apresentador de televisão                          | Estados Unidos                      | 1921  | [ 4 ]   |
| 1   | José Itamar de Freitas      | Jornalista                                         | Brasil                              | 1934  | [ 5 ]   |
| 1   | Eurídice Moreira            | Política                                           | Brasil                              | 1939  | [ 6 ]   |
| 2   | Wanderley Mariz             | Político                                           | Brasil                              | 1940  | [ 7 ]   |
| 2   | Nikolai Kapustin            | Compositor e pianista                              | Ucrânia                             | 1937  | [ 8 ]   |
| 3   | Ardico Magnini              | Futebolista                                        | Itália                              | 1928  | [ 9 ]   |
| 3   | Aristoteles Atheniense      | Advogado, jurista e professor                      | Brasil                              | 1936  | [ 10 ]  |
| 3   | Leonardo Villar             | Ator                                               | Brasil                              | 1923  | [ 11 ]  |
| 4   | Martha Rocha                | Modelo                                             | Brasil                              | 1936  | [ 12 ]  |
| 5   | Alfredo Tropa               | Realizador                                         | Portugal                            | 1939  | [ 13 ]  |
| 5   | Vladimir Troshkin           | Futebolista e treinador                            | Ucrânia                             | 1947  | [ 14 ]  |
| 5   | Antônio Bivar               | Escritor e dramaturgo                              | Brasil                              | 1939  | [ 15 ]  |
| 5   | Assis Carvalho              | Político                                           | Brasil                              | 1961  | [ 16 ]  |
| 5   | Mário Coelho                | Matador de toiros                                  | Portugal                            | 1936  | [ 17 ]  |
| 5   | Willi Holdorf               | Atleta                                             | Alemanha                            | 1940  | [ 18 ]  |
| 5   | Sebastián Athié             | Ator e cantor                                      | México                              | 1995  | [ 19 ]  |
| 5   | Nick Cordero                | Ator                                               | Canadá                              | 1978  | [ 20 ]  |
| 6   | Ennio Morricone             | Compositor                                         | Itália                              | 1928  | [ 21 ]  |
| 6   | Charlie Daniels             | Músico                                             | Estados Unidos                      | 1936  | [ 22 ]  |
| 6   | Carme Contreras i Verdiales | Atriz e dubladora                                  | Espanha                             | 1932  | [ 23 ]  |
| 6   | Ronald Graham               | Matemático                                         | Estados Unidos                      | 1935  | [ 24 ]  |
| 7   | Dannes Coronel              | Futebolista                                        | Equador                             | 1973  | [ 25 ]  |
| 7   | Hernán Alemán               | Político                                           | Venezuela                           | 1955  | [ 26 ]  |
| 7   | Carlos Alberto              | Cantor                                             | Brasil                              | 1933  | [ 27 ]  |
| 7   | António Saleiro             | Político, professor, empresário e jurista          | Portugal                            | 1952  | [ 28 ]  |
| 8   | Alex Pullin                 | Snowboarder                                        | Austrália                           | 1987  | [ 29 ]  |
| 8   | Amadou Gon Coulibaly        | Político                                           | Costa do Marfim                     | 1959  | [ 30 ]  |
| 8   | Flossie Wong-Staal          | Virologista e bióloga molecular                    | Estados Unidos                      | 1946  | [ 31 ]  |
| 8   | Naya Rivera                 | Atriz e cantora                                    | Estados Unidos                      | 1987  | [ 32 ]  |
| 8   | Isnaldo Bulhões             | Político                                           | Brasil                              | 1942  | [ 33 ]  |
| 9   | Park Won-soon               | Político e advogado                                | Coreia do Sul                       | 1956  | [ 34 ]  |
| 9   | Antonio Krastev             | Halterofilista                                     | Bulgária                            | 1961  | [ 35 ]  |
| 9   | Agustín Alezzo              | Encenador                                          | Argentina                           | 1935  | [ 36 ]  |
| 10  | Alfredo Sirkis              | Político e escritor                                | Brasil                              | 1950  | [ 37 ]  |
| 10  | Jack Charlton               | Futebolista e treinador                            | Reino Unido                         | 1935  | [ 38 ]  |
| 10  | Corra Dirksen               | Jogador de rugby                                   | África do Sul                       | 1938  | [ 39 ]  |
| 10  | Miloš Jakeš                 | Político                                           | Chéquia                             | 1922  | [ 40 ]  |
| 11  | Morris Cerullo              | Televangelista                                     | Estados Unidos                      | 1931  | [ 41 ]  |
| 12  | Nelson Meurer               | Agropecuarista e político                          | Brasil                              | 1942  | [ 42 ]  |
| 12  | Lajos Szűcs                 | Futebolista                                        | Hungria                             | 1943  | [ 43 ]  |
| 12  | Wim Suurbier                | Futebolista e treinador                            | Países Baixos                       | 1945  | [ 44 ]  |
| 12  | Kelly Preston               | Atriz e modelo                                     | Estados Unidos                      | 1962  | [ 45 ]  |
| 12  | Raymundo Capetillo          | Ator                                               | México                              | 1943  | [ 46 ]  |
| 12  | Jairo Ribeiro de Mattos     | Engenheiro, escritor, professor e político         | Brasil                              | 1931  | [ 47 ]  |
| 12  | Joanna Cole                 | Escritora                                          | Estados Unidos                      | 1944  | [ 48 ]  |
| 13  | Zindzi Mandela              | Escritora e diplomata                              | África do Sul                       | 1960  | [ 49 ]  |
| 13  | Grant Imahara               | Engenheiro eletricista e apresentador de televisão | Estados Unidos                      | 1970  | [ 50 ]  |
| 13  | Juraci Leite                | Político, dentista e professor                     | Brasil                              | 1931  | [ 51 ]  |
| 13  | Bernard Cottret             | Historiador                                        | França                              | 1951  | [ 52 ]  |
| 13  | Hamed Dahane                | Futebolista                                        | Marrocos                            | 1946  | [ 53 ]  |
| 13  | Luis Arias Graziani         | Oficial militar e político                         | Peru                                | 1926  | [ 54 ]  |
| 14  | Adalet Ağaoğlu              | Escritora                                          | Turquia                             | 1929  | [ 55 ]  |
| 14  | Galyn Görg                  | Atriz e dançarina                                  | Estados Unidos                      | 1964  | [ 56 ]  |
| 14  | María Lugones               | Socióloga, professora, feminista e ativista        | Argentina/ Estados Unidos           | 1944  | [ 57 ]  |
| 14  | Alexandre Correa            | Político e pastor                                  | Brasil                              | 1965  | [ 58 ]  |
| 15  | Toke Talagi                 | Político e diplomata                               | Niue                                | 1951  | [ 59 ]  |
| 15  | Severino Cavalcanti         | Político                                           | Brasil                              | 1930  | [ 60 ]  |
| 16  | Del Rangel                  | Diretor e produtor de cinema e televisão           | Brasil                              | 1955  | [ 61 ]  |
| 16  | Vânia Toledo                | Fotógrafa                                          | Brasil                              | 1945  | [ 62 ]  |
| 17  | José Paulo de Andrade       | Jornalista e radialista                            | Brasil                              | 1942  | [ 63 ]  |
| 17  | Zenon Grocholewski          | Cardeal                                            | Polónia                             | 1939  | [ 64 ]  |
| 17  | Ron Tauranac                | Engenheiro e projetista                            | Austrália                           | 1925  | [ 65 ]  |
| 17  | Silvio Marzolini            | Futebolista e treinador                            | Argentina                           | 1940  | [ 66 ]  |
| 17  | Derek Ho                    | Surfista                                           | Estados Unidos                      | 1964  | [ 67 ]  |
| 17  | John Lewis                  | Ativista e político                                | Estados Unidos                      | 1940  | [ 68 ]  |
| 17  | Conjeeveram Seshadri        | Matemático                                         | Índia                               | 1932  | [ 69 ]  |
| 17  | Michael Silverstein         | Linguista, psicólogo e antropólogo                 | Estados Unidos                      | 1945  | [ 70 ]  |
| 17  | Marian Więckowski           | Ciclista                                           | Polónia                             | 1933  | [ 71 ]  |
| 17  | Ângela von Nowakonski       | Médica, pesquisadora e professora                  | Brasil                              | 1953  | [ 72 ]  |
| 18  | Lucio Urtubia               | Anarquista                                         | Espanha                             | 1931  | [ 73 ]  |
| 18  | Haruma Miura                | Ator e cantor                                      | Japão                               | 1990  | [ 74 ]  |
| 18  | Henrique Soares da Costa    | Prelado                                            | Brasil                              | 1963  | [ 75 ]  |
| 18  | Juan Marsé                  | Escritor                                           | Espanha                             | 1933  | [ 76 ]  |
| 18  | Charles Bukeko              | Ator e humorista                                   | Quênia                              | 1962  | [ 77 ]  |
| 19  | Biri Biri                   | Futebolista                                        | Gâmbia                              | 1948  | [ 78 ]  |
| 19  | Seydou Diarra               | Político                                           | Costa do Marfim                     | 1933  | [ 79 ]  |
| 19  | Genival Matias              | Empresário e político                              | Brasil                              | 1967  | [ 80 ]  |
| 19  | Emitt Rhodes                | Músico                                             | Estados Unidos                      | 1950  | [ 81 ]  |
| 19  | Sultan Hashim Ahmad al-Tai  | Político e militar                                 | Iraque                              | 1945  | [ 82 ]  |
| 21  | Pinto do Acordeon           | Cantor, compositor, músico e político              | Brasil                              | 1948  | [ 83 ]  |
| 21  | Luís Filipe Costa           | Jornalista, radialista e realizador                | Portugal                            | 1936  | [ 84 ]  |
| 22  | Dino De Poli                | Político e advogado                                | Itália                              | 1929  | [ 85 ]  |
| 22  | Joan Feynman                | Astrofísica                                        | Estados Unidos                      | 1927  | [ 86 ]  |
| 23  | Sérgio Ricardo              | Músico                                             | Brasil                              | 1932  | [ 87 ]  |
| 23  | Jean Brankart               | Ciclista                                           | Bélgica                             | 1930  | [ 88 ]  |
| 23  | Jacqueline Scott            | Atriz                                              | Estados Unidos                      | 1931  | [ 89 ]  |
| 24  | Oscar Neiva Eulálio         | Médico, empresário e político                      | Brasil                              | 1930  | [ 90 ]  |
| 24  | Benjamin Mkapa              | Político                                           | Tanzânia                            | 1938  | [ 91 ]  |
| 24  | Ben Jipcho                  | Atleta                                             | Quênia                              | 1943  | [ 92 ]  |
| 24  | Regis Philbin               | Apresentador de TV, ator e cantor                  | Estados Unidos                      | 1931  | [ 93 ]  |
| 24  | Laprovita Vieira            | Pastor e político                                  | Brasil                              | 1938  | [ 94 ]  |
| 25  | José Mentor                 | Advogado e político                                | Brasil                              | 1948  | [ 95 ]  |
| 25  | Peter Green                 | Músico                                             | Reino Unido                         | 1946  | [ 96 ]  |
| 25  | Turíbio Ruiz                | Ator, dublador e apresentador                      | Brasil                              | 1929  | [ 97 ]  |
| 25  | John Saxon                  | Ator e artista marcial                             | Estados Unidos                      | 1936  | [ 98 ]  |
| 25  | Bruno Candé                 | Ator                                               | Portugal                            | 1980  | [ 99 ]  |
| 26  | Olivia de Havilland         | Atriz                                              | Estados Unidos/ Reino Unido/ França | 1916  | [ 100 ] |
| 26  | Armando Gomes               | Radialista e cronista esportivo                    | Brasil                              | 1943  | [ 101 ] |
| 26  | Tereza Costa Rêgo           | Pintora                                            | Brasil                              | 1929  | [ 102 ] |
| 26  | William English             | Engenheiro de computação                           | Estados Unidos                      | 1929  | [ 103 ] |
| 28  | Gisèle Halimi               | Advogada, ativista, ensaísta e política            | França/ Tunísia                     | 1927  | [ 104 ] |
| 28  | Rodrigo Rodrigues           | Jornalista, músico e escritor                      | Brasil                              | 1975  | [ 105 ] |
| 28  | Renato Barros               | Músico                                             | Brasil                              | 1943  | [ 106 ] |
| 28  | Aleksandr Aksinin           | Velocista                                          | Rússia                              | 1954  | [ 107 ] |
| 28  | Diana E. H. Russell         | Ativista e escritora                               | África do Sul                       | 1938  | [ 108 ] |
| 29  | Perence Shiri               | Militar e político                                 | Zimbabwe                            | 1955  | [ 109 ] |
| 29  | Anatoli Fedyukin            | Handebolista                                       | Rússia                              | 1952  | [ 110 ] |
| 30  | Lee Teng-hui                | Político                                           | Taiwan                              | 1923  | [ 111 ] |
| 30  | Herman Cain                 | Empresário, colunista e político                   | Estados Unidos                      | 1945  | [ 112 ] |
| 30  | Gilles Lapouge              | Escritor e jornalista                              | França                              | 1923  | [ 113 ] |
| 31  | Stephen Tataw               | Futebolista                                        | Camarões                            | 1963  | [ 114 ] |
| 31  | Alan Parker                 | Cineasta                                           | Reino Unido                         | 1944  | [ 115 ] |
| 31  | Dilma Lóes                  | Atriz e cineasta                                   | Brasil                              | 1950  | [ 116 ] |
| 31  | Joaquim Veríssimo Serrão    | Historiador                                        | Portugal                            | 1925  | [ 117 ] |
| 31  | Sulaiman Laiq               | Poeta e político                                   | Afeganistão                         | 1930  | [ 118 ] |